# Миронова (Юрлинский район)
Миро́нова (Лоба́нова) — деревня в Юрлинском районе Пермского края. Располагается восточнее от с. Юрла на правом берегу реки Лопвы, высота центра селения над уровнем моря — 180 м. Расстояние до районного центра составляет 10 км. Входит в состав Усть-Зулинского сельского поселения. К деревне Миронова примыкает деревня Верхняя Лобанова, общее название для которых — Лобанова, с населением в 116 человек (2010).
На 2017 год в Миронова числится 2 улицы — Лесная и Липовая.

## История
Впервые упоминается в плане генерального межевания 1785—1792 годов как д. Лобанова. На атласе 1794 г. для юношества. Архангельское, Олонецкое и Вологодское наместничества Миронова обозначена. По карте лесохозяйственного описания Чердынского уезда в 1848 году селение показано существующим. Однако деревня возникла раньше, на одном из домов в этой деревне стоит зарубка «1839». В метрических книгах Рождество-Богородицкой церкви села Юм-Лопвинского (Юрла) за 1838 год деревня значится как Перебатова.
По ревизии 1834 года в деревне проживали три основателя крупного рода: Исаак Васильев Перебатов, Афанасий Васильев Перебатов и Данила Данилович Перебатов.
В 1884—1889 гг. жители деревни получали средства к существованию от земледелия. Подсобными заработками являлись заготовка леса, охота на лесную дичь, извоз в Кайгородок Вятской губернии, Кажимский завод Вологодской губернии, в Гайны и Усолье, имелись бортовые пасеки, веялки. В деревне Верхняя Лобанова имелось кирпичеделательное заведение. В селении находилась церковная школа.
Весной 1918 года в деревне установилась советская власть.
В 1919 году жители деревни участвовали в Юрлинском восстании.
В 1928 году в деревне Миронова был создан колхоз им. Ворошилова или «Ворошиловец». В него вошло и Семинское товарищество. В деревне был построен зерноток, склады для зерна, теплая стоянка для тракторов, имелся тракторный парк.
Период реформ характеризуется распадом колхозов, резким снижением объемов сельскохозяйственной продукции, банкротством колхоза.
В 1990-х годах к западу от деревни производилась попытка освоения месторождения торфов, были прорыты дренажные каналы, производилась выемка торфов.

## Население
| 1909 | 1926 | 1958 | 1979 | 1989 | 1998 | 2010 |
| ---- | ---- | ---- | ---- | ---- | ---- | ---- |
| 152  | 204  | 83   | 59   | 73   | 76   | 49   |

## Экономика
В окрестностях села территория перемежается землями населённых пунктов и сельскохозяйственных угодий. Основные экономические отрасли деревни: лесное хозяйство, сельское хозяйство, розничная торговля.

## Известные жители
- А. А. Бахматов — писатель-краевед.